# Fabrice Begeorgi
Fabrice Begeorgi (Martigues, 20 aprile 1987) è un ex calciatore francese, di ruolo difensore o centrocampista.

## Carriera
Nella stagione 2005-2006 gioca 2 partite in Coppa UEFA con il Marsiglia.
Nel 2006-2008 gioca due stagioni in prestito, prima al Libourne e poi all'Amiens, collezionando 27 presenze e 3 gol in seconda serie complessivamente.
Nel 2008-2009 gioca in seconda serie tedesca con il Coblenza (11 presenze); a gennaio si trasferisce al Werder Brema II (9 presenze).
Nel 2009 passa all'Istres, giocando 23 partite in seconda serie. L'anno successivo si trasferisce all'Ajaccio: con 33 presenze contribuisce alla promozione della squadra, giocando poi 3 partite in massima serie nella stagione 2011-2012.